# Lagenula
Lagenula es un género de foraminífero bentónico de estatus incierto, aunque considerado un sinónimo posterior de Lagena de la familia Lagenidae, de la superfamilia Nodosarioidea, del suborden Lagenina y del orden Lagenida. Su especie-tipo era Lagenula floscula. Su rango cronoestratigráfico abarcaba el Holoceno.

## Clasificación
Lagenula incluía a las siguientes especies:
- Lagenula floscula
- Lagenula flosculosa
- Lagenula Iaevis
- Lagenula reticulata
- Lagenula striolata